# Gouvernement Rabemananjara III
 (novembre 2022).
Si vous disposez d'ouvrages ou d'articles de référence ou si vous connaissez des sites web de qualité traitant du thème abordé ici, merci de compléter l'article en donnant les références utiles à sa vérifiabilité et en les liant à la section « Notes et références ».
IIIe République
Rabemananjara II Monja
Le troisième gouvernement de Charles Rabemananjara est le gouvernement malgache entré en fonction le 30 avril 2008 après la publication des membres du gouvernement nommés par le décret N° 2008-427.

## Composition
| Portefeuille                                                                                     | Ministre                                  |
| ------------------------------------------------------------------------------------------------ | ----------------------------------------- |
| Premier ministre, Chef du gouvernement, Ministre de l'intérieur et de la décentralisation        | Charles Rabemananjara                     |
| Ministre des Affaires étrangères                                                                 | Marcel Ranjeva                            |
| Ministre de la Défense nationale                                                                 | Cécile Manorohanta                        |
| Ministre de la Justice et Garde des sceaux                                                       | Bakolalao Ramanandraibe Ranaivoharivony   |
| Ministre des Travaux publics et de la météorologie                                               | Roland Randrimampionina                   |
| Ministre de l’Education nationale                                                                | Stangéline Ralambomanana Randrianarisandy |
| Ministre des Finances et du budget                                                               | Haja Nirina Razafinjatovo                 |
| Ministre de la Réforme foncière et de l'aménagement du territoire                                | Marius de Sales Hygin Ratolojanahary      |
| Ministre de l’Agriculture de l’Elevage et de la Pêche                                            | Armand Panja Ramanoelina Aramanana        |
| Ministre de l'Energie et des mines                                                               | Elysé Razaka                              |
| Ministre de l’Economie, du Commerce et de l'Industrie                                            | Ivohasina Razafimahefa                    |
| Ministre de l’Environnement, des Eaux et Forêts et du Tourisme                                   | Harison Edmond Randriarimanana            |
| Ministre de la Santé et du Planning familial                                                     | Jean-Louis Robinson                       |
| Ministre de la Fonction publique, du Travail et des Lois sociales                                | Abdou Salame                              |
| Ministre des Télécommunications, des Postes et de la Communication                               | Bruno Ramaroson Andriantavison            |
| Ministre des Transports                                                                          | Pierrot Botozaza                          |
| Vice-Ministre chargé de l'Enseignement supérieur et de la formation technique et professionnelle | Ying Vah Zafilahy                         |
| Vice-Ministre de la Santé et du Planning familial                                                | Marie Perline Rahantanirina               |
| Secrétaire d’Etat auprès du Ministre de l’Intérieur chargé de la Sécurité publique               | Désiré Rasolofomanana                     |